# Rito Moderno

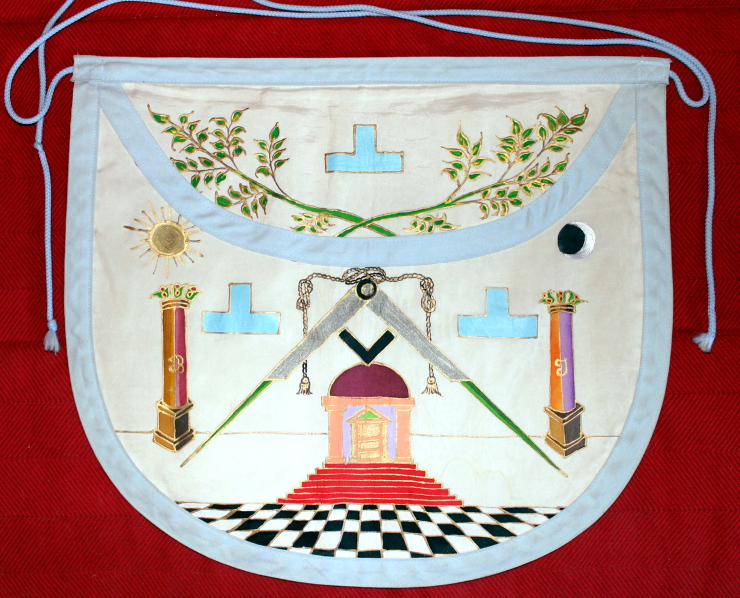
Avental do rito francês moderno (1801)

O Rito Moderno é um rito laico da maçonaria que abriga diversas formas de filosofias como o "deísmo, panteismo e o agnosticismo", com grande difusão e prática no continente europeu, onde é conhecido usualmente por Rito Francês e também por Rito Francês Moderno.

## Nome
O nome deve-se à adoção do Ritual da "primeira" Grande Loja de Londres, dita dos Modernos (conhecem-se os rituais desta primeira Grande Loja, através duma obra publicada em 1730 com o nome de "Masonry Dissected" e que provocou enorme escândalo e alarido na época ao revelar publicamente estes rituais) e que foi traduzido para utilização das primeiras Lojas Simbólicas em França, assim o Rito dos "modernos" é traduzido para francês e passa a denominar-se, por facilidade e abreviação de Rito Francês ou Rito Moderno (neste último caso nos países anglo-saxónicos e na américa latina), em vez de Rito Francês ou Moderno, como é a sua designação correcta, principalmente a partir de 1801, quando o Grande Oriente de França publica o "Régulateur du Maçon" para utilização nas Lojas Simbólicas.
Se citamos uma "primeira" Grande Loja, é porque na maçonaria Inglesa se vai assistir em 1751 ao aparecimento de uma "segunda" Grande Loja, esta Grande Loja, dita dos "Antigos Maçons" apresenta-se como congregando os Maçons fiéis aos "antigos costumes", entre outras coisas critica a "primeira" Grande Loja, dita dos "Modernos", por introduzir inovações e modificações aos Rituais nomeadamente para despistar os profanos que eventualmente tenham lido o livro "Masonry Dissected", estas rivalidades e as suas querelas ou controvérsias bem como os anátemas entre estas duas Grandes Lojas, fazem parte da história da maçonaria Inglesa até 1813, data a partir da qual se fundem, não na sua totalidade, sob a pressão do poder político para criarem a actual Grande Loja Unida de Inglaterra.

## Os Altos Graus
Durante os cerca de cinquenta anos (entre 1735 e 1785) em que a Maçonaria se expandiu em França, fundaram-se e desenvolveram-se inúmeras Lojas e Capítulos estes últimos constituíam indiscriminadamente Altos Graus, muitas vezes estes Altos Graus só eram praticados numa cidade ou então apenas por um conjunto limitado de Lojas da mesma cidade.
Aquando do Convento de 1773, no qual a primeira Grande Loja de França, fundada em 1738, muda o seu nome para o atual Grande Oriente de França, instituindo-se a si mesma como uma federação de Lojas e de Ritos entre outras medidas adoptadas nos trabalhos históricos desse Convento (que se realizou recorde-se vinte anos antes à Revolução Francesa) põe-se cobro à inamovibilidade dos Veneráveis Mestres das Lojas (prática comum na época) instaurando-se o principio da eleição para os diferentes cargos e instaura-se igualmente o direito de representatividade das Lojas, cujos Representantes (chamados de Delegados ou Deputados), vêm a constituir o Convento (que era e continua a ser o órgão legislativo desde então) do Grande Oriente de França.
Consciente da necessidade de estabelecer a sua própria doutrina dos Altos Graus e para pôr cobro à proliferação indiscriminada das centenas de Graus e de rituais então existentes, o Grande Oriente de França vai criar em 1782, uma Câmara de Altos Graus, através duma circular publicada em 1784, esta circular estabelece a reunificação de sete Soberanos Capítulos Rosa-Cruz, criando uma nova instituição denominada Grande Capítulo Geral de França, que tem como finalidade "ser a Assembleia Geral de todos os Soberanos Capítulos que existem ou que venham a existir regularmente em França" e que "não afiliará no seu seio nenhum Soberano Capitulo que não seja portador de constituições outorgadas pelo Grande Oriente de França".
Este Grande Capítulo Geral, sob a orientação e dinamização de Roettiers de Montaleau, seu Grande Orador, vai efectuar a análise e o estudo de uma centena de graus que existiam na época e vai redigir um Ritual próprio consoante a sua respectiva afinidade ritualistica simbólica e filosófica, a este agrupamento de diferentes graus da mesma "família filosófica maçónica", vai dar-se-lhe o nome de Ordens, sendo que o Convento de 1786, reunindo com o Grande Capítulo Geral, confia a este, a administração dos Capítulos que trabalham num grau "superior" ao terceiro.

### Ordens de Sabedoria
Assim o conjunto dos graus filosóficos deste rito, compreende cinco Ordens de Sabedoria, a saber:
- 1ª  Ordem: Eleito Secreto - 4º grau
- 2ª Ordem: Eleito Escocês - 5º grau
- 3ª Ordem: Cavaleiro da Espada ou Cavaleiro do Oriente - 6º grau
- 4ª Ordem: Cavaleiro Rosa-Cruz - 7º grau
- 5ª Ordem: Cavaleiro Kadosch Filosófico ou Cavaleiro da Águia Branca e Preta - 8º grau
- 5ª Ordem: Cavaleiro da Sapiência ou Grande Inspetor - 9º grau

## Implantação em Portugal e no Brasil
Em 1802, Hipólito José da Costa trouxe de Londres e de Paris a Carta Patente necessária para o funcionamento do Grande Oriente Lusitano, sendo dois anos mais tarde assinado um Tratado de Amizade com o Grande Oriente de França, o mesmo é assinado, por parte do Grande Oriente Lusitano, pelo membro de nome simbólico Egas Moniz, Cavaleiro Rosa-Cruz, o que pressupõe que as Ordens de Sabedoria do Rito Francês já existiam anteriormente em Portugal, no seio do Grande Oriente Lusitano embora não existam documentos que abonem nesse sentido, mas a Constituição do Grande Oriente Lusitano de 1806, refere-se explicitamente, nos seus Capítulos IIIº e XIIIº, às diferentes Ordens e Capítulos do Rito Francês o que pressupõe a existência dum "Soberano Grande Capítulo de Cavaleiros Rosa-Cruz", assim como de vários Capítulos em território português e nas então colónias.
No início do século XIX, o Grande Oriente do Brasil, a primeira Obediência brasileira, foi fundada em 1822, adotando o Rito Moderno, antes do Rito Escocês que só seria introduzido em 1832.

## Reforma Doutrinária
Em 1877 houve a grande reforma doutrinária que suprimiu a obrigatoriedade da crença em Deus e da imortalidade da alma, não como uma afirmação do ateísmo, mas por respeito à liberdade religiosa e de consciência, já que as concepções religiosas de uma pessoa devem ser de foro íntimo, não devendo ser impostas. O Grande Oriente de França, que acolheu a reforma, queria demonstrar com isso o máximo de escrúpulos para com os seus filiados, rejeitando toda e qualquer afirmação dogmática. Essa atitude provocou uma rápida reação da Grande Loja Unida da Inglaterra que rompeu com o Grande Oriente de França. O caso envolveu não apenas uma questão doutrinária como ainda político-religiosa.